# Novonothrus papuensis
Novonothrus papuensis är en kvalsterart som beskrevs av Hammer 1966. Novonothrus papuensis ingår i släktet Novonothrus och familjen Nothridae. Inga underarter finns listade i Catalogue of Life.